# Mámoros szerelem
A Mámoros szerelem (eredeti cím: Vino el Amor) 2016–2017-ben vetített mexikói telenovella, amit Salvador Sánchez rendezett. A főbb szerepekben Gabriel Soto és Irina Baeva láthatóak.
Mexikóban 2016. augusztus 8-án mutatta be a Las Estrellas. Magyarországon 2017. február 19-én mutatta be a Duna Televízió.

## Szereplők
| Színész              | Szereplő                    | Magyar hang        |
| -------------------- | --------------------------- | ------------------ |
| Gabriel Soto         | David Robles Morán          | Czvetkó Sándor     |
| Irina Baeva          | Luciana Muñoz Estrada       | Bogdányi Titanilla |
| Cynthia Klitbo       | Marta Estrada Vda. de Muñoz | Farkasinszky Edit  |
| Azela Robinson       | Lilian Palacios             | Kocsis Mariann     |
| Kimberly Dos Ramos   | Graciela Palacios           | Dögei Éva          |
| Cristian de la Campa | Juan Téllez                 | Moser Károly       |
| Mar Contreras        | Susan O’Neal Williams       | Erdős Borcsa       |
| Moisés Arizmendi     | César Callejas              | Szatmári Attila    |
| Verónica Jaspeado    | Sonia Ortiz                 | Czifra Krisztina   |
| Alejandro Ávila      | Marcos Muñoz Pérez          |                    |
| Laura Carmine        | Lisa Palacios de Robles     | Mezei Kitty        |
| Juan Vidal           | Brian Gutiérrez             | Pál Tamás          |
| José Eduardo Derbez  | León Muñoz Estrada          | Borbíró András     |
| Gloria Aura          | Perla Vidal                 | Czető Zsanett      |
| Raúl Coronado        | Miguel Díaz                 | Horváth Illés      |
| Óscar Bonfiglo       | Adolfo Ballesteros          | Koncz István       |
| Sofía Castro         | Fernanda Robles Palacios    | Hermann Lilla      |
| Mario Loría          | Ramón Flores                | Péter Richárd      |
| Luciano Zacharski    | Carlos Flores “Tano”        | Baráth István      |
| Yanet Sedano         | Carolina González “Carito”  | Laudon Andrea      |
| Bárbara López        | Érika Ballesteros           |                    |
| Juan Carlos Serrano  | Mark Evans                  |                    |
| Emilio Beltrán       | Bobby Robles Palacios       |                    |
| Rodolfo Valdés       | Joselo                      |                    |

## Évados áttekintés
| Évad | Évad | Epizód | Eredeti sugárzás   | Eredeti sugárzás  | Eredeti adó | Magyar sugárzás   | Magyar sugárzás | Magyar adó |
| Évad | Évad | Epizód | Évadpremier        | Évadfinálé        | Eredeti adó | Évadpremier       | Évadfinálé      | Magyar adó |
| ---- | ---- | ------ | ------------------ | ----------------- | ----------- | ----------------- | --------------- | ---------- |
|      | 1    | 144    | 2016. augusztus 8. | 2017. február 19. |             | 2017. október 26. | N/A             |            |